# 哥伦布地区机场管理局

哥伦布地区机场管理局（Columbus Regional Airport Authority）管理着位于俄亥俄州哥伦布地区的哥伦布国际机场、里肯巴克国际机场和博尔顿机场。该管理局于2003年因里肯巴克空港管理局和哥伦布机场管理局合并而设。